# Liste in Thailand vorhandener Dampflokomotiven
Dies ist eine Liste erhaltener Dampflokomotiven auf dem Gebiet von Thailand.

## Lokomotiven mit 1435 mm Spurweite
| Foto | Nummer oder Name        | Bauart / Achsfolge | Hersteller                | Fabrik-nr. | Baujahr | Historie | Eigentümer / Betreiber / Strecke | Bemerkungen |
| ---- | ----------------------- | ------------------ | ------------------------- | ---------- | ------- | -------- | -------------------------------- | ----------- |
|      | Friedrichshall II No. 1 | B                  | Hanomag (Hannover-Linden) | 6039       | 1912    |          | Jesada Technik Museum            | [ 1 ]       |

## Lokomotiven mit 1000 mm Spurweite
| Foto | Nummer oder Name                            | Bauart / Achsfolge | Hersteller                           | Fabrik-nr.               | Baujahr | Historie                  | Eigentümer / Betreiber / Strecke           | Bemerkungen |
| ---- | ------------------------------------------- | ------------------ | ------------------------------------ | ------------------------ | ------- | ------------------------- | ------------------------------------------ | ----------- |
|      | RSR (JNR) No. 702 (C56.4)                   | 1’C                | Mitsubishi                           | 156                      | 1935    | JNR Class C56             | National Park, Sai Yok                     | [ 2 ]       |
|      | RSR (JNR) No. 713 (C56.15)                  | 1’C                | Hitachi                              | 628                      | 1935    | JNR Class C56             | Thonburi Shed                              | [ 3 ]       |
|      | RSR (JNR) No. 714 (C56.16)                  | 1’C                | Hitachi                              | 629                      | 1935    | JNR Class C56             | Hua Lam Phong Station                      | [ 4 ]       |
|      | RSR (JNR) No. 715 (C56.17)                  | 1’C                | Nippon Sharyo                        | 374                      | 1935    | JNR Class C56             | Thonburi Shed                              | [ 5 ]       |
|      | RSR (JNR) No. 719 (C56.23)                  | 1’C                | Kisha Seizo                          | 1352                     | 1936    | JNR Class C56             | Saphan Kwae Yai Railway Station            | [ 6 ]       |
|      | RSR (JNR) No. 728 (C56.36)                  | 1’C                | Kisha Seizo                          | 414                      | 1936    | JNR Class C56             | Nakhon Lampang                             | [ 7 ]       |
|      | RSR (JNR) No. 733 (C56.41)                  | 1’C                | Mitsubishi                           | 176                      | 1936    | JNR Class C56             | Makkasan Works                             | [ 8 ]       |
|      | RSR (JNR) No. 738 (C56.47)                  | 1’C                | Mitsubishi                           | 182                      | 1936    | JNR Class C56             | Thai Film Archive, Nakhon Pathom           | [ 9 ]       |
|      | RSR (JNR) No. 744 (C56.53)                  | 1’C                | Kawasaki                             | 1703                     | 1936    | JNR Class C56             | Royal Train Garden Resort, Hang Dong       | [ 10 ]      |
|      | RSR No. 824                                 | 2’C1’              | Nippon Sharyo                        | 1524                     | 1949    | SRT Class CX50            | Thonburi Shed                              | [ 11 ]      |
|      | RSR No. 850                                 | 2’C1’              | Nippon Sharyo                        | 1547                     | 1950    | SRT Class CX50            | Thonburi Shed                              | [ 12 ]      |
|      | RSR No. 351                                 | 1’D1'              | Kisha Seizo                          | 1388                     | 1936    | SRT Class DX50            | Rangsit Rice Mills                         | [ 13 ]      |
|      | RSR No. 353                                 | 1’D1'              | Kisha Seizo                          | 1390                     | 1936    | SRT Class DX50            | Rangsit Rice Mills                         | [ 14 ]      |
|      | RSR No. 943                                 | 1’D1'              | Mitsubishi                           | 691                      | 1950    | SRT Class DX50            | Sapan Dam Park                             | [ 15 ]      |
|      | RSR No. 950                                 | 1’D1’              | Mitsubishi                           | 695                      | 1950    | SRT Class DX50            | Chaloem Phrakiar 72th year Park            | [ 16 ]      |
|      | RSR No. 953                                 | 1’D1’              | Hitachi                              | 2051                     | 1950    | SRT Class DX50            | Thonburi Shed                              | [ 17 ]      |
|      | RSR No. 955                                 | 1’D1’              | Kisha Seizo                          | 2598                     | 1950    | SRT Class DX50            | Makkasan Works                             | [ 18 ]      |
|      | RSR No. 962                                 | 1’D1’              | Hitachi                              | 2054                     | 1950    | SRT Class DX50            | Bang Kaeo History Museum                   | [ 19 ]      |
|      | RSR No. 965                                 | 1’D1’              | Hitachi                              | 2055                     | 1950    | SRT Class DX50            | Makkasan Works                             | [ 20 ]      |
|      | RSR (RhB) No. 336 (123)                     | 1’D                | SLM (Winterthur)                     | 2332                     | 1913    | RhB G 4/5                 | Hua Lam Phong station                      | [ 21 ]      |
|      | RSR (RhB) No. 340 (118)                     | 1’D                | SLM (Winterthur)                     | 2208                     | 1912    | RhB G 4/5                 | Chiang Mai Railway Station                 | [ 22 ]      |
|      | RSR No. 226                                 | 2’C1'              | Baldwin Locomotive Works             | 58670                    | 1925    | SRT Class 226             | Wak Ko Observatory                         | [ 23 ]      |
|      | RSR No. 235                                 | 2’C1’              | Baldwin Locomotive Works             | 59441                    | 1926    | SRT Class 226             | Chumphon Railroad Station                  | [ 24 ]      |
|      | RSR No. 244                                 | 2’C1’              | Baldwin Locomotive Works             | 60410                    | 1928    | SRT Class 226             | Hat Yai Railroad Station                   | [ 25 ]      |
|      | RSR No. 305                                 | 1’D1’              | Baldwin Locomotive Works             | 58672                    | 1925    | SRT Class 303             | Hua Hin Railroad Station                   | [ 26 ]      |
|      | RSR (NIS) No. 756 (C52.17)                  | 2’C1'              | Beyer Peacock & Co.                  | 6115                     | 1922    | PNKA C52 Class            | Museum of the Royal Thai Army of Engineers | [ 27 ]      |
|      | RSR No. 61                                  | C                  | Brush Electrical Engineering Co.     | 322                      | 1910    | SRT Class 51              | Hua Lam Phong station                      | [ 28 ]      |
|      | RSR No. 63                                  | C                  | Brush Electrical Engineering Co.     | 324                      | 1911    | SRT Class 51              | Kabin Buri Turntable                       | [ 29 ]      |
|      | RSR No. 261                                 | 2’C1’              | Hanomag (Hannover-Linden)            | 10601                    | 1928    | SRT Class 260             | Nakhon Ratchasima Railroad Station         | [ 30 ]      |
|      | RSR No. 263                                 | 2’C1’              | Hanomag (Hannover-Linden)            | 10603                    | 1928    | SRT Class 260             | Jesada Technik Museum                      | [ 31 ]      |
|      | RSR No. 274                                 | 2’C1'              | Hanomag (Hannover-Linden)            | 10614                    | 1928    | SRT Class 260             | Sila At Railroad Station                   | [ 32 ]      |
|      | RSR No. 277                                 | 2’C1'              | Hanomag (Hannover-Linden)            | 10657                    | 1929    | SRT Class 260             | Thung Song Park                            | [ 33 ]      |
|      | RSR No. 278                                 | 2’C1’              | Hanomag (Hannover-Linden)            | 10658                    | 1929    | SRT Class 260             | Hua Lampong Railway Station                | [ 34 ]      |
|      | RSR No. 279                                 | 2’C1'              | Hanomag (Hannover-Linden)            | 10659                    | 1929    | SRT Class 260             | Phornprapha Botanical Garden               | [ 35 ]      |
|      | Maeklong Railway No. 11                     | 2’C1'              | Henschel & Sohn (Kassel)             | 22403                    | 1952    | Maeklong Railway Class 10 | Weary Dunlop Peace Park                    | [ 36 ]      |
|      | Maeklong Railway No. 2464                   | 2’C1'              | Henschel & Sohn (Kassel)             | 22404                    | 1952    | Maeklong Railway Class 10 | Wat Tako - Luang, 31 Don Ya Nang           | [ 37 ]      |
|      | RSR No. 54                                  | C                  | Henschel & Sohn (Kassel)             | 9359                     | 1909    | SRT Class 51              | Hua Lam Phong station                      | [ 38 ]      |
|      | RSR No. 457                                 | (1’D1’)(1’D1’)     | Henschel & Sohn (Kassel)             | 23109                    | 1936    | SRT Class 451             | Kanchanaburi Railroad Station              | [ 39 ]      |
|      | RSR (Maeklong Railway) No. 5 (2)            | 1’B                | Krauss (München)                     | 5428                     | 1906    | Maeklong Railway Class 1  | Bang Sue Shed                              | [ 40 ]      |
|      | Maeklong Railway No. 6 (Displayed as RSR 7) | 1’B                | Krauss (München)                     | 6021 (Displayed as 5427) | 1908    | Maeklong Railway Class 1  | State Railway of Thailand HQ, Bangkok      | [ 41 ]      |
|      | Maeklong Railway (TRC) No. 7 (1)            | 2’C                | Krauss (München)                     | 5011                     | 1903    | Maeklong Railway Class 2  | Makkasan works                             | [ 42 ]      |
|      | TIP (Paknam Railway) No. 10 (4)             | 1’B                | Krauss (München)                     | 5987                     | 1908    | Maeklong Railway Class 1  | Wang Khapi Sugar Refining Mill             | [ 43 ]      |
|      | Tachin Railway Co. No. 3                    | B1                 | Krauss (München)                     | 5418                     | 1906    | Maeklong Railway Class 3  | Siam Country Club                          | [ 44 ]      |
|      | RSR No. 38 (Displayed as 161)               | 2’C                | North British Locomotive Co.         | 19967                    | 1915    | SRT Class 156             | Lop Buri Railroad Station                  | [ 45 ]      |
|      | RSR No. 165                                 | 2’C                | North British Locomotive Co.         | 19971                    | 1912    | SRT Class 156             | Hua Lam Phong station                      | [ 46 ]      |
|      | RSR No. 171 (Displayed as 175)              | 2’C                | North British Locomotive Co.         | 21140                    | 1918    | SRT Class 156             | Kanchanaburi War Museum                    | [ 47 ]      |
|      | RSR No. 175                                 | 2’C                | North British Locomotive Co.         | 21758                    | 1919    | SRT Class 156             | Sungai Kolok Depot                         | [ 48 ]      |
|      | RSR No. 177                                 | 2’C                | North British Locomotive Co.         | 21759                    | 1919    | SRT Class 156             | Ban Phachi Railway Station                 | [ 49 ]      |
|      | RSR No. 179 (Displayed as 171)              | 2’C                | North British Locomotive Co.         | 21760                    | 1919    | SRT Class 156             | Nakhon Sawon Railroad Station              | [ 50 ]      |
|      | RSR No. 180                                 | 2’C                | North British Locomotive Co.         | 22266                    | 1912    | SRT Class 156             | Ubon Ratchathani Railroad Station          | [ 51 ]      |
|      | RSR No. 181                                 | 2’C                | North British Locomotive Co.         | 22263                    | 1918    | SRT Class 156             | Phitsanulok Railroad Station               | [ 52 ]      |
|      | RSR No. 182                                 | 2’C                | North British Locomotive Co.         | 22258                    | 1919    | SRT Class 156             | Chachoengsao Railroad Station              | [ 53 ]      |
|      | RSR No. 183                                 | 2’C                | North British Locomotive Co.         | 22260                    | 1919    | SRT Class 156             | Pattani Railroad Station                   | [ 54 ]      |
|      | RSR No. 810 (Displayed as 804)              | 2’C1’              | North British Locomotive Co.         | 22509                    | 1917    | SRT Class 801             | Saphan Kwae Yai Railroad Station           | [ 55 ]      |
|      | RSR No. 326                                 | 1’D1'              | Batignolles-Chatillon (Paris&Nantes) | 210                      | 1924    | SRT Class 321             | Kajorn Farm Resort                         | [ 56 ]      |

## Lokomotiven mit 750 mm Spurweite
| Foto | Nummer oder Name                 | Bauart / Achsfolge | Hersteller                        | Fabrik-nr. | Baujahr | Historie | Eigentümer / Betreiber / Strecke | Bemerkungen |
| ---- | -------------------------------- | ------------------ | --------------------------------- | ---------- | ------- | -------- | -------------------------------- | ----------- |
|      | Srimaharacha Timber No. ?        | B                  | Kyosan Kogyo                      | 10089      | 1959    |          | Chatuchak Park                   | [ 57 ]      |
|      | Sucrerie Lampong Thailande No. ? | B1                 | Orenstein & Koppel                | 855        | 1901    |          | Lampang Technical College        | [ 58 ]      |
|      | Srimaharacha Timber No. 2        | B                  | Kerr Stuart & Co (Stoke on Trent) | 2387       | 1915    |          | Phornprapha Botanical Garden     | [ 59 ]      |
|      | Srimaharacha Timber No. 6        | C                  | Orenstein & Koppel                | 5335       | 1912    |          | Srimaharacha Timber, Sri Racha   | [ 60 ]      |
|      | Srimaharacha Timber No. 7        | C                  | Orenstein & Koppel                | 11789      | 1928    |          | Jerm Jom Phon Road               | [ 61 ]      |
|      | Srimaharacha Timber No. 8        | B1                 | Hudswell Clarke & Co.             | 900        | 1909    |          | Srimaharacha Timber, Sri Racha   | [ 62 ]      |
|      | Srimaharacha Timber No. 12       | C                  | Henschel & Sohn (Kassel)          | 22401      | 1952    |          | Thawapee Resort, Rayong          | [ 63 ]      |
|      | Srimaharacha Timber No. 14       | C                  | Henschel & Sohn (Kassel)          | 25426      | 1956    |          | Municipality Public Park         | [ 64 ]      |
|      | TIP No. 1 (8)                    | B1                 | Baguley                           | 2009       | 1921    |          | Wang Khapi Sugar Refining Mill   | [ 65 ]      |
|      | Tachin Railway No. 2 (1)         | B1                 | Krauss (München)                  | 5012       | 1903    |          | Ekkamai (Science) Museum         | [ 66 ]      |
|      | TIP No. 1                        | B1                 | Baguley                           | 2010       | 1921    |          | Mae Wang Sugar Mill              | [ 67 ]      |
|      | TIP No. 7                        | 1’B1’              | Vulcan Iron Works (Wilkes-Barre)  | 4657       | 1947    |          | Mae Wang Sugar Mill              | [ 68 ]      |

## Lokomotiven mit 600 mm Spurweite
| Foto | Nummer oder Name | Bauart / Achsfolge | Hersteller            | Fabrik-nr. | Baujahr | Historie | Eigentümer / Betreiber / Strecke | Bemerkungen |
| ---- | ---------------- | ------------------ | --------------------- | ---------- | ------- | -------- | -------------------------------- | ----------- |
|      | RSR No. 7        | C1                 | Hudswell Clarke & Co. | 1473       | 1921    |          | Makkasan Works Museum            | [ 69 ]      |
|      | RSR No. 9        | C1                 | Hudswell Clarke & Co. | 1468       | 1921    |          | Chumphon Railroad Station        | [ 70 ]      |
|      | RSR No. 31       | B                  | Kyosan Kogyo          | 6070       | 1949    |          | Makkasan Works                   | [ 71 ]      |
|      | RSR No. 32       | B                  | Kyosan Kogyo          | 6071       | 1949    |          | Hat Yai Railroad Station         | [ 72 ]      |
|      | RSR No. 33       | B                  | Kyosan Kogyo          | 6072       | 1949    |          | Chatuchak Park                   | [ 73 ]      |